# BRAND NEW WORLD!!
BRAND NEW WORLD!!（ブランド・ニュー・ワールド）是日本女子音樂組合Prizmmy☆第4首單曲，2012年8月29日由avex entertainment發行。

## 概要
本曲為《星光少女 美夢成真》第2首片頭曲。以及在過去的三首單曲，音樂MV收錄在DVD同時發售。
2012年9月26日，本曲在USEN動漫綜合週間排名榜升上第九名，被選定為廣播週的回升歌曲。

## 收錄曲目
1. BRAND NEW WORLD!! [4:24]
作詞：NOBE / Tomgirl；作曲、編曲：Michitomo
電視動畫“星光少女 美夢成真”第二主題曲。
2. Prizmmy☆'s AISATSU SONG [3:28] 
歌詞：NOBE；作曲、編曲：michitomo
3. BRAND NEW WORLD!!（inst.）[4:23]
4. Prizmmy☆'s AISATSU SONG（inst.）[3:25]

### DVD
1. DVD（AVCA-49815B）Disc.2。
2. BRAND NEW WORLD!!（ミュージッククリップ）
3. BRAND NEW WORLD!!（ダンスマスターVer.）

## 出處
1. 1 2  . CDJournal.com (音楽出版社).   [2012-09-30]. （原始内容存档于2013-05-21）.
2. ↑  . アニカンスタッフブログ (株式会社エムジーツー).   [2012-09-30]. （原始内容存档于2016-03-04）.

## 外部連結
- （日語）Prizmmy☆ OFFICIAL WEB SITE（页面存档备份，存于）
- （日語）在Amazon網站對BRAND NEW WORLD!!的介紹（页面存档备份，存于）
- 在Youtube《Brand new world》官方影片（页面存档备份，存于）
- （日語）BRAND NEW WORLD在AVEX的官方介紹